# 吴锡瀛
吴锡瀛（1904年—1978年），男，四川岳池人，中国电力专家。第三届全国人大代表。曾任中国电机工程学会理事。

## 生平
民国18年（1929年）毕业于上海交通大学机械工程学院，任江西无锡电厂工程师。民国21年（1932年）任万县电厂主任工程师。民国23年（1934年），擔任重庆电力公司工程师，负责筹建大溪沟电厂。民国24年（1935年）前往英国曼彻斯特工业大学进修，并在茂伟电机制造厂实习。民国26年（1937年）返回重庆。民国27年（1938年）升任重庆电力公司总工程师兼大溪沟发电厂厂务主任。1952年，西南电管局在重庆成立，吴锡瀛任总工程师。